# (17963) Vonderheydt
(17963) Vonderheydt (1999 JM40) – planetoida z grupy pasa głównego asteroid okrążająca Słońce w ciągu 3,56 lat w średniej odległości 2,33 j.a. Odkryta 10 maja 1999 roku.